# Мезопористый материал

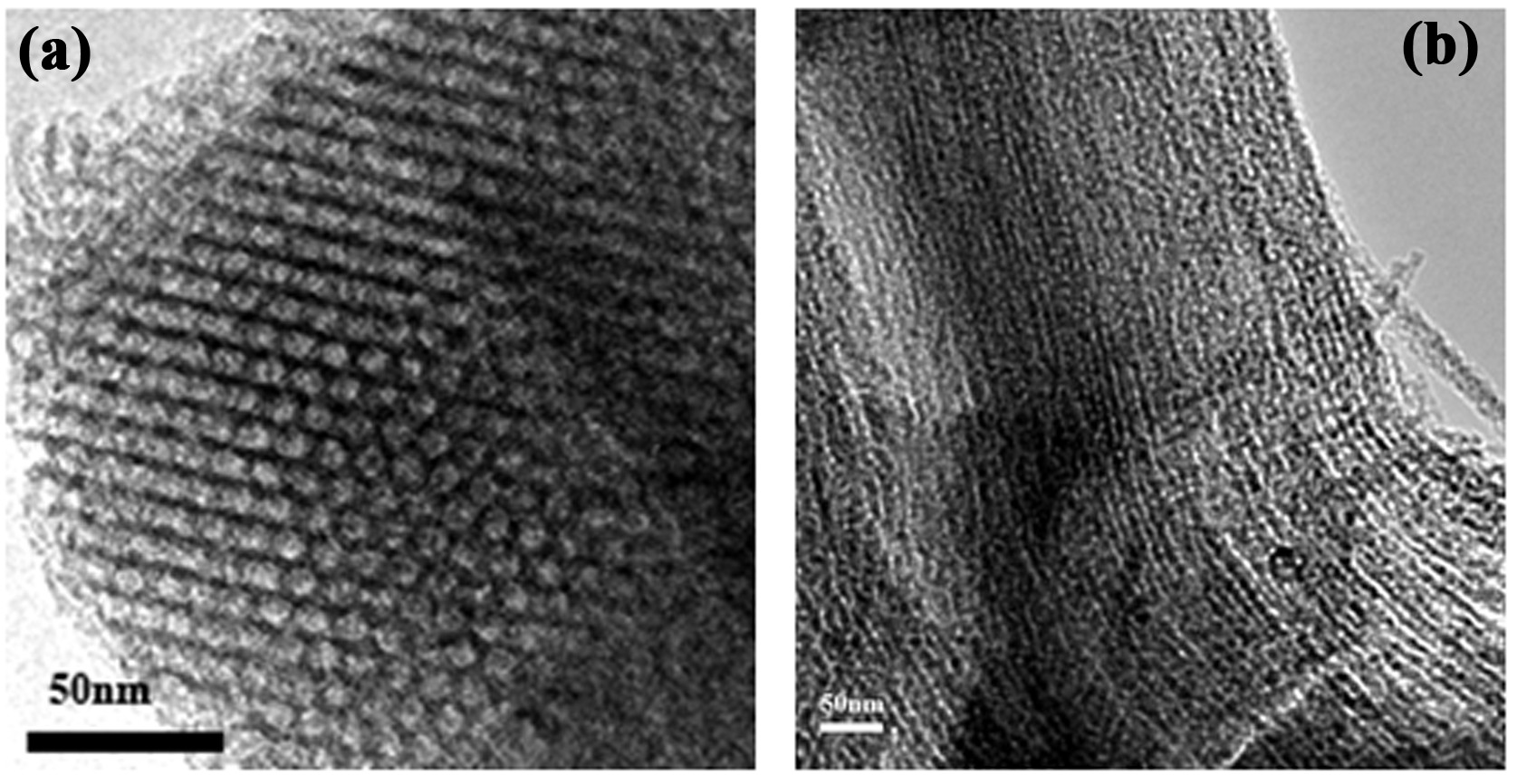
Электронно-микроскопические изображения упорядоченного мезопористого углерода (а) вдоль (б) перпендикулярно направлению каналов.

Мезопористый материал — пористый материал, структура которого характеризуется наличием полостей или каналов с диаметром в интервале 2–50 нм.

## Описание

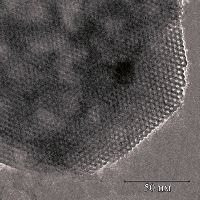
Микрофотография мезопористого силиката со структурой МСМ-41, полученная методом просвечивающей электронной микроскопии.

Среди мезопористых материалов с практической точки зрения наиболее интересны упорядоченные структуры с достаточно узким распределением пор по размерам. Химический состав таких объектов может быть различным: это силикаты и алюмосиликаты (со структурами типа МСМ-41, SBA-15 и др.), материалы на основе титана, циркония, церия, углеродные материалы и т. д. Наиболее распространённый способ синтеза мезопористых материалов основан на использовании органического темплата как структурообразующего агента, вокруг которого формируется неорганический каркас. После удаления органического компонента образуются поры, размер которых определяется размером исходного темплата.
Мезопористые вещества находят применение в качестве катализаторов, сорбентов, сенсоров, материалов для оптики, электроники, медицины. В нанотехнологии мезопористые материалы используются как матрицы (нанореакторы) для синтеза наноразмерных изолированных частиц, наностержней и т.п.
Мезопористые вещества применяются в качестве сорбентов в медицине для вульнеросорбции - метода лечения инфицированных ран. Это позволяет снизить количество микроорганизмов в 100-1000 раз, по сравнению с традиционными перевязочными материалами.